# Informationspathologie
Informationspathologie ist ein Sammelbegriff in der Betriebspsychologie für verschiedene Aspekte, die bei Erzeugung, Austausch und Anwendung von Informationen fehlschlagen können, mit der Konsequenz, dass Entscheidungen auf Basis einer unzulänglichen Informationsgrundlage gefällt werden.
Qualität von Information und Kommunikation werden unter diesem Oberbegriff in der Betriebspsychologie untersucht.
Man unterscheidet im Wesentlichen die individuelle Informationspathologie aufgrund unzureichender Grundkenntnisse oder Betriebsblindheit eines Mitarbeiters, die interaktionsbezogene Informationspathologie aufgrund eingeschränkten Meinungsaustauschs oder Unverständnis zwischen Spezialisten und die wissensbezogene Informationspathologie aufgrund naiven Realismus bzw. der Überbetonung von Fakten und quantitativen Aussagen. Zusammenfassend lassen sich mit diesem Modell Kommunikationsfehler analysieren und in der Folge vermeiden.